# Dolní Roveň
Dolní Roveň é uma comuna checa localizada na região de Pardubice, distrito de Pardubice.